# 4882 Divari
4882 Divari eller 1977 QU2 är en asteroid i huvudbältet som upptäcktes den 21 augusti 1977 av den rysk-sovjetiske astronomen Nikolaj Tjernych vid Krims astrofysiska observatorium på Krim. Den har fått sitt namn efter Nikolaj Borisovitj Divari.
Asteroiden har en diameter på ungefär fem kilometer.